# 榆林天主堂
榆林天主堂，或称榆林村天主教堂，是位于山西省大同市南郊区口泉乡榆林村内的一处哥特式建筑。清朝末年天主教由姻亲关系传入榆林村，1884年村里建起了一座简单的教堂。教堂在1890年义和团运动中被烧毁，教徒亦被杀。1909年，敖殿臣重建榆林天主堂。据载，1939年时榆林天主教堂还开办了养育院和榆林男初等小学校，有200名信徒。1941年美日开战后教堂荒废。1980年榆林村的天主教徒恢复在此活动。 2011年10月24日，榆林天主堂列入第三批大同市文物保护单位。